# Eduard von Borsody
Eduard von Borsody (n. 13 iunie 1898, Viena, Austro-Ungaria – d. 1 ianuarie 1970, Viena, Austria) a fost un cameraman, cutter, regizor de film și scenarist austriac de origine maghiară.
La începutul carierei a colaborat cu Michael Curtiz.

## Filmografie selectivă
- 1938 Kautschuk/Die Grüne Hölle
- 1939 Kongo-Express
- 1940 Wunschkonzert
- 1948 Arlberg Expres (Arlberg-Express)
- 1950 Die Kreuzlschreiber (Apostat)
- 1956 Geliebte Corinna
- 1956 Liane, das Mädchen aus dem Urwald
- 1959 Traumrevue
- 1962 Romanze in Venedig
- 1963 Sturm am Wilden Kaiser (Bergwind)